# Song Zhaoxiang
Song Zhaoxiang (29 de enero de 1997) es un deportista chino que compite en taekwondo.
Ganó dos medallas de bronce en el Campeonato Mundial de Taekwondo, en los años 2019 y 2022, y una medalla de oro en el Campeonato Asiático de Taekwondo de 2022. En los Juegos Asiáticos de 2022 obtuvo dos medallas de oro (+80 kg y equipo mixto).

## Palmarés internacional
| Campeonato Mundial  | Campeonato Mundial        | Campeonato Mundial | Campeonato Mundial |
| Año                 | Lugar                     | Medalla            | Categoría          |
| ------------------- | ------------------------- | ------------------ | ------------------ |
| 2019                | Mánchester (Reino Unido)  | Medalla de bronce  | –87 kg             |
| 2022                | Guadalajara (México)      | Medalla de bronce  | +87 kg             |
| Juegos Asiáticos    |                           |                    |                    |
| Año                 | Lugar                     | Medalla            | Categoría          |
| 2022                | Hangzhou (China)          | Medalla de oro     | +80 kg             |
| 2022                | Hangzhou (China)          | Medalla de oro     | Equipo mixto       |
| Campeonato Asiático |                           |                    |                    |
| Año                 | Lugar                     | Medalla            | Categoría          |
| 2022                | Chuncheon (Corea del Sur) | Medalla de oro     | +87 kg             |